# Сыдыкбек, Дидар Бахытбекулы
Дида́р Сыдыкбе́к (каз. Дидар Бақытбекұлы Сыдыкбеқ; род. 6 февраля 1993, Алма-Ата) — казахстанский футболист и владелец футбольного клуба SD Family. Был игроком юношеских сборных Казахстана  до 17 и  до 19  и до 21. 
Карьеру начал в 2008 году в петропавловской команде «Кызыл-Жар».В 15 лет был заявлен в фарм-клуб профессиональной команды Есиль-Богатырь.  В 17 лет перешёл в столичную команду «Астана-1964», где стал игроком основы. Является чемпионом Казахстана и мастером спорта по футболу. В 2012 году становился лучшим молодым футболистом Казахстана первой профессиональной лиги Казахстана. В 2015 году из-за травм приостановил карьеру. В 2023 году в интервью назвал травму причиной, по которой не стал игроком национальной сборной, и признался, что получаемые в футболе деньги его испортили.
На момент 2025 года является генеральным менеджером ФК «Атырау».

## Статистика
| Клуб        | Сезон | Лига | Лига  | Кубок | Кубок | Всего | Всего |
| Клуб        | Сезон | Игр  | Голов | Игр   | Голов | Игр   | Голов |
| ----------- | ----- | ---- | ----- | ----- | ----- | ----- | ----- |
| Кызылжар    | 2009  | 30   | 15    | 2     | 2     | 32    | 17    |
| Кызылжар    | 2010  | 22   | 10    | 2     | 2     | 24    | 12    |
| Астана-1964 | 2011  | 24   | 17    | 1     | 1     | 25    | 18    |
| Астана-1964 | 2012  | 30   | 16    | 1     | 1     | 31    | 17    |
| Актобе→     | 2013  | 11   | 0     | 0     | 3     | 14    | 0     |
| Ордабасы→   | 2013  | 16   | 0     | 0     | 0     | 16    | 0     |
| Астана-1964 | 2014  | 7    | 7     | 2     | 0     | 9     | 2     |
| Байтерек→   | 2014  | 16   | 4     | 0     | 0     | 16    | 4     |
| Всего       | Всего | 156  | 61    | 8     | 9     | 164   | 69    |